# George Brooks (Musiker)
George Brooks (* 1956 in New York) ist ein amerikanischer Jazzmusiker (Sopran- und Tenorsaxophon) und Komponist, der vor allem im Bereich indischer Fusionmusik hervorgetreten ist.

## Leben und Wirken
Brooks lernte sein Instrument bei Frank Foster; er studierte Musik bis zum Bachelor (1979) am New England Conservatory of Music. Dann zog er nach Kalifornien, wo er Terry Riley kennenlernte und Interesse an der klassischen indischen Musik entwickelte. Er nahm Unterricht beim Sänger Pandit Pran Nath. Gemeinsam mit Terry Riley trat er in den nächsten Jahren in Nordamerika, Europa und Japan auf, häufig im Trio mit dem Sitarspieler Krishna Bhatt. Auch war er ein Gründungsmitglied von Rileys Khayal Ensemble und gemeinsam mit dem Brooklyn Philharmonic an der Uraufführung von Rileys June Buddhas beteiligt. 
1996 veröffentlichte Brooks sein Debütalbum Lasting Impression mit einem Quintett, zu dem der Sitarist Krishna Bhatt und der Tablavirtuose Zakir Hussain gehörte. Im Duo mit Hussain legte er 1998 das Album Night Spinner vor. Gemeinsam mit Gitarrist Larry Coryell und Flötist Hariprasad Chaurasia folgte das Album Music Without Boundaries. Er gründete dann die Gruppe Summit mit Fareed Haque, Kai Eckhardt, Zakir Hussain und Steve Smith, die zuletzt 2010 das Album Summit: Spirit and Spice vorlegte. 2010 stellte Brooks das kollaborative Raga Bop Trio mit dem südindischen Gitarristen R. Prasanna und dem Schlagzeuger Steve Smith vor. Im Trio mit dem indischen Geiger Kala Ramnath und der Harfenistin Gwyneth Wentink folgen die Alben Elements (2011) und Alchemy (2018).
Weiterhin tourte Brooks mit Etta James und arbeitete mit Anthony Braxton, Albert Collins und dem Turtle Island String Quartet. Er ist auch auf den Alben Floating Point von John McLaughlin sowie Yo Miles von Henry Kaiser und Wadada Leo Smith zu hören.
Brooks wurde 2007 mit dem Global Harmony Prize des American Composers Forum für seine indische Jazzoper Mirrors of Mumbai ausgezeichnet. Er erhielt Kompositionsstipendien vom American Composers Forum, der Opera Piccola, der Berkeley Jazz School und dem SFMOMA. Kompositionen von ihm wurden von Yo-Yo Ma und der Liverpool Philharmonic aufgeführt und wurden für Filme verwendet.